# المسجد المنصوري الكبير
المسجد المنصوري الكبير هو من أقدم جوامع طرابلس، في لبنان وأكبرها مساحة على الإطلاق، تبلغ مساحته ما يقارب 3000 م². يقع في محلّة النوري، مربّع الشكل تقريباً، يتوسطه صحن واسع مستطيل، في وسطه نافورة ماء للوضوء، يعلوها عقدان كبيران يرتكزان إلى أعمدة ضخمة. ويحيط بالصحن من جهاته الشرقية والشمالية والغربية أروقة واسعة مقبّبة، على شكل عقود ترتكز إلى دعائم ضخمة. وفي الجنوب من الصحن، يقع بيت الصلاة، وهو على شكل مستطيل، يمتدّ طوله من الشرق إلى الغرب، ويطلّ على الصحن بعقود أكثر انفراجاً من عقود الأروقة، ويتوسط جداره القبلي منبر، وعلى يمين المنبر، يقع محراب كبير، بينما نجد محراباً صغيراً في الطرف الغربي للجدار القبلي، وآخر عند طرفه الشرقي. ويضم الرواق الغربي غرفة، خصصِّت لحفظ الأثر الشريف الذي أهداه السلطان عبد الحميد الثاني لأبناء طرابلس عام 1890. أما الأثر الشريف فهو، كما تدل سجلات المحكمة الشرعية في طرابلس، عبارة عن شعرة من شعرات الرسول محمد؛ وقد اهتمّ أبناء طرابلس بتكريمها وعيّنوا الشيخ محمد رشيد أفندي الميقاتي لخدمتها. وفي الطرف الشمالي الغربي لهذا المسجد بهو واسع.

## التاريخ
ويلاحظ من خلال النقوش الكتابية لهذا المسجد، أنّ بناءه تمّ على دفعات ومراحل متباعدة، كان أولها عام 693 هـ/ 1294 م، ثم عام 715 هـ/ 1310 م، ثم عام 726 هـ/ 1325 م، ثم عام 883 هـ/ 1479 م، ثم عام 1890 م، وآخرها عام 1378 هـ/ 1959 م.
وأقدم هذه النقوش الكتابية، نقش محفور فوق بابه الشمالي، ينسب بناء المسجد إلى السلطان الأشرف صلاح الدين خليل في العام 693 هـ/ 1294 م كما يتبينّ من نصه الحرفي: «بسم الله الرحمن الرحيم، أمر بإنشاء هذا الجامع المبارك مولانا السلطان الأعظم، سيّد ملوك العرب والعجم، فاتح الأمصار ومبيد الكفار، الملك الأشرف صلاح الدنيا والدين خليل، قسيم أمير المؤمنين، ابن مولانا السلطان الملك المنصور سيف الدنيا والدين قلاوون الصالحي، خلّد الله ملكه، في نيابة المقرّ العالي الأميري الكبيري العزى عز الدين أيبك الخزندار الأشرفي المنصوري نائب السلطنة بالفتوحات والسواحل المحروسة عفا الله عنه، وذلك في سنة ثلاث وتسعين وستماية والحمد لله وحده». ثم نجد تحت هذا النقش وعلى يسار الداخل، نقشاً كتابياً آخر يشير إلى اسم مهندس الجامع، هذا نصه: «تولا عمارة هذا الجامع المبارك العبد الفـ...لله تعالى سالم الصهيوني ابن ناصر الدين العجمي عفا الله عنه».
وفي عام 715 هـ/1315 م، وبعد مرور عقدين من الزمن على تأسيس الجامع، أمر السلطان محمد بن قلاوون نائبه في طرابلس كستاي الناصري، ببناء الأروقة الداخلية المطلّة على صحن الجامع، كما يتبينّ من النقش الكتابي المحفور بأعلى الدعامة الوسطى من دعامات الرواق الشرقي:
«بسم الله الرحمن الرحيم، إنما يعمر مساجد الله من آمن بالله واليوم الآخر. أمر بإنشاء هذه الرواقات تكملة الجامع المبارك، مولانا السلطان الملك الناصر العالم العادل المجاهد المظفّر المنصور ناصر الدنيا والدين محمد ابن قلاوون خلّد الله ملكه، في نيابة المقرّ الشريف العالي السيفي كستاي الناصري كافل المملكة الشريفة الطرابلسية، أعزّ الله أنصاره، بإشارة المقرّ العالي البدري محمد ابن أبي بكر شاد الدواوين المعمورة، أدام الله نعمته. وكان الفراغ منه في شهور سنة خمس عشر وسبعماية. صلى الله على سيدنا محمد. تولاّ عمارته العبد الفقير إلى الله تعالى أحمد ابن حسن البعلبكي».
ويبدو أنّ منبر الجامع لم يكن يتناسب مع ضخامته، لذلك أمر الأمير قرطاي بن عبد الله بتزويده بمنبر خشبي يزدان بزخارف ملونة، وذلك في مدّة نيابته الأولى على طرابلس (716 هـ- 726 هـ)؛ كما يتبين من النقش الكتابي الذي تركه على المنبر، وهذا نصّه: «أمر بإنشاء هذا المنبر المبارك العبد الفقير إلى الله تعالى قرطاي بن عبد الله الناصري أثابه الله، فأقام به من ماله بكتوان بن عبد الله الشهابي، تقبّل الله منه وذلك في شهر ذي القعدة سنة ست وعشرين وسبعمية».
وفي سنة 883 هـ/1479 م أمر نائب طرابلس أزدمير الأشرفي بترخيم محراب الجامع؛ ودوّن ذلك على رخامة مثبتة فوق المحراب الجانبي من الجهة الشرقية لبيت الصلاة، جاء فيها: «أمر بترخيم هذا المحراب المبارك العبد الفقير إلى الله تعالى أزدمير الأشرفي، كافل المملكة الشريفة الطرابلسية المحروسة أعزّ الله أنصاره في أيام مولانا وسيدنا قاضي القضاة الشافعي الإمام في مستهلّ ربيع الآخرة سنة ثلاث وثمانين وثمانماية بمباشرة محمد الشاد».
وفي العام 1890، أنشئت غرفة الأثر الشريف. وآخر ما أنشئ في هذا الجامع، بهو كبير يقع في طرفه الشمالي الغربي كما نتبين من النقش الكتابي المحفور على لوحة رخامية مثبّتة بأعلى باب البهو من الجهة الغربية، وهذا نصّها: «تمَّ إنشاء هذا البهو في عهد المغفور له سماحة الشيخ كاظم الميقاتي مفتي طرابلس سنة 1378 هـ/1959 م».

## معرض الصور

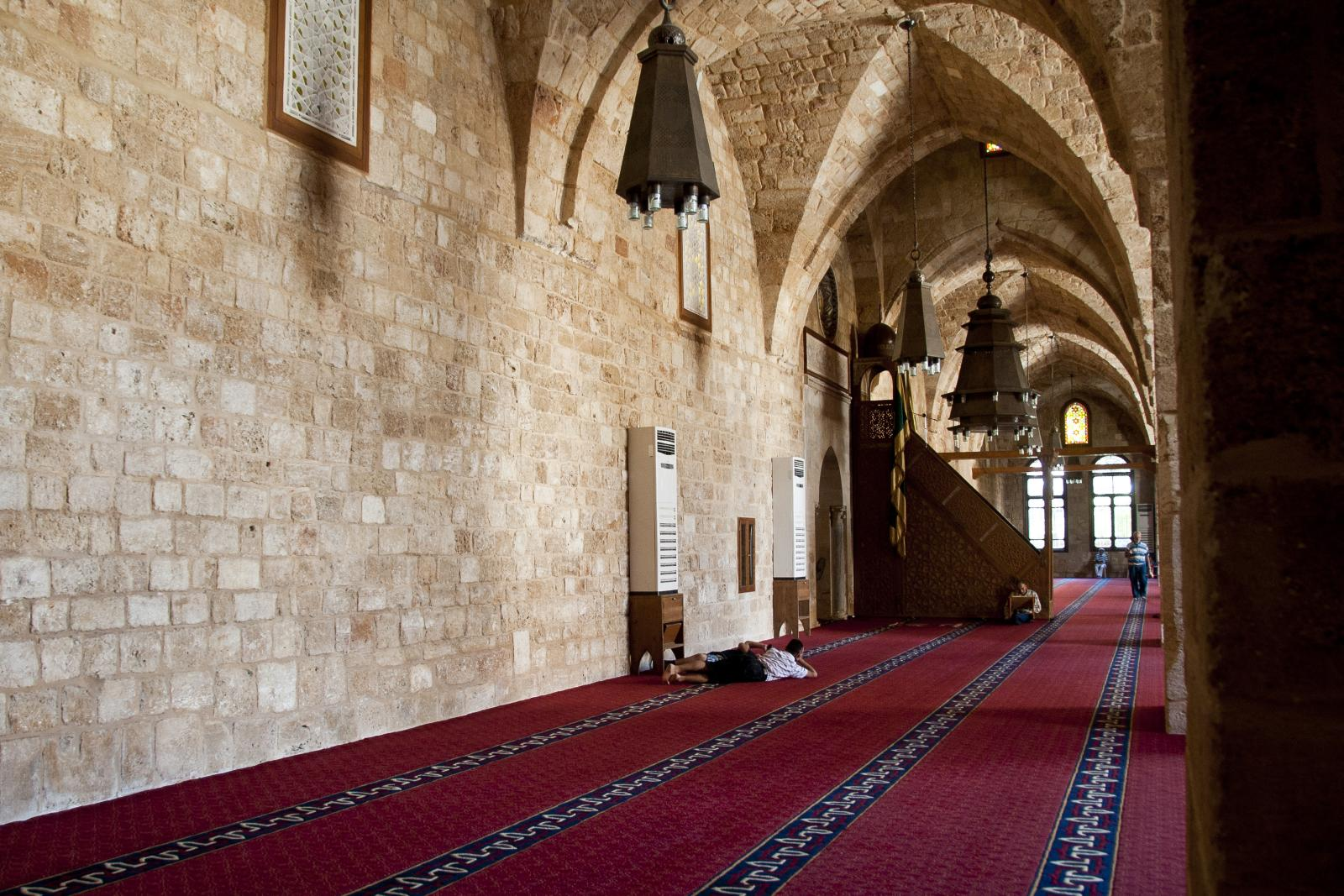
المسجد المنصوري من الداخل
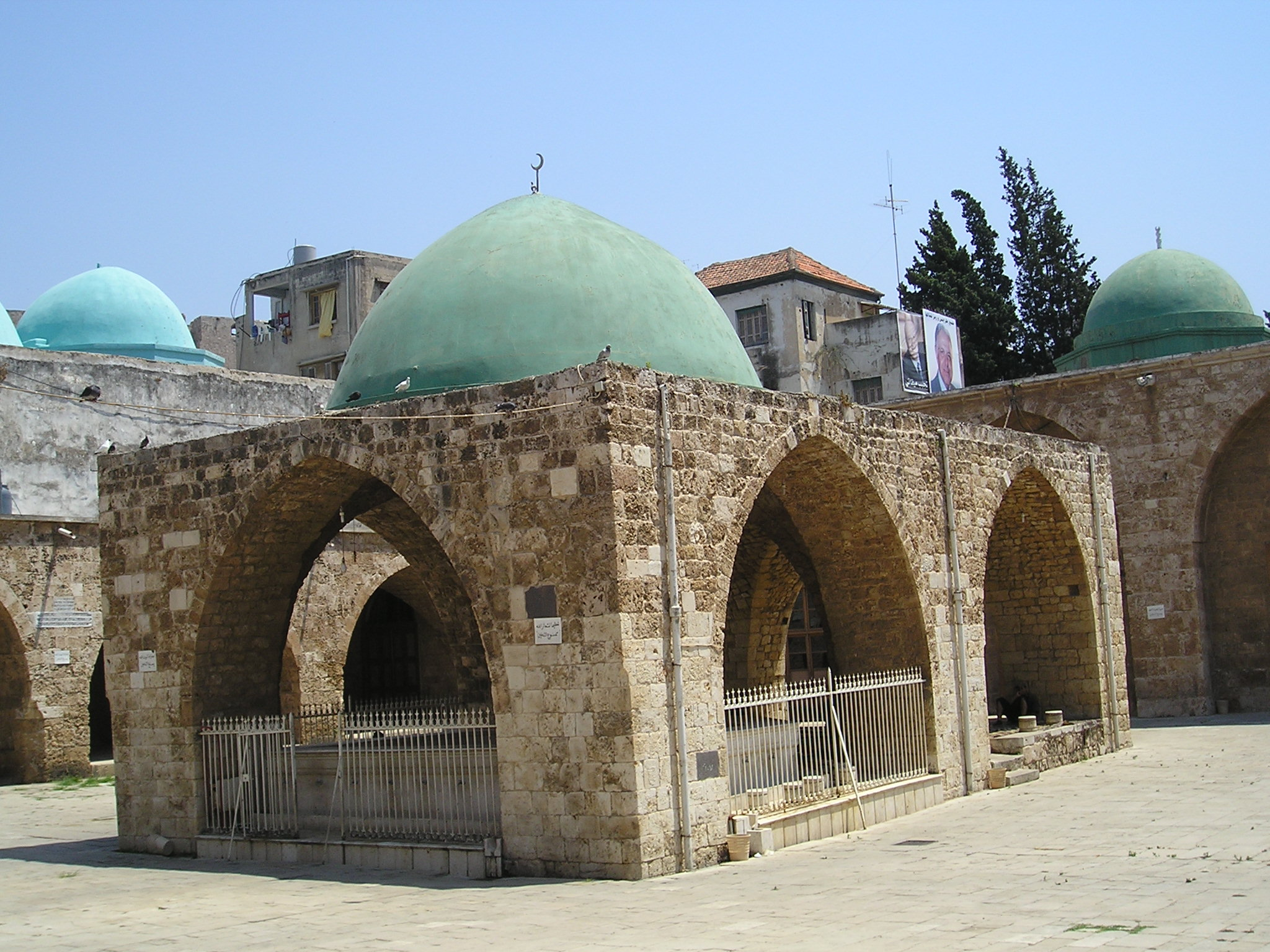
نافورة الوضوء في المسجد المنصوري الكبير